# G.J. Scheurleerwegbrug
De G.J. Scheurleerwegbrug is een bouwkundig kunstwerk in Amsterdam-Noord.

## Geschiedenis
De brug is vernoemd naar de onderliggende G.J. Scheurleerweg, op zich vernoemd naar tennisser Gerard Scheurleer. Deze weg werd eind jaren zestig aangelegd als zijweg van de IJdoornlaan. De weg lag in de navolgende jaren als een teken van eenzame infrastructuur in voormalig landbouw- en veeteeltgebied met als uitzondering een strook tussen het Noordhollandsch Kanaal en de Leeuwarderweg waarop begraafplaats De Nieuwe Noorder en een volkstuinencomplex (Buikslotermeer) lag. Voor het overige was de infrastructuur alleen toegankelijk voor landbouwvoertuigen. Begraafplaats en volkstuinencomplex lagen in eerste instantie nog tegen elkaar aan, maar de oprukkende stad en bijbehorende verkeerssystemen maakten daar een eind aan. Er werd bij herinrichting ruimte gehouden voor de eerder genoemde IJdoornlaan (van oost naar west) en de G.J. Scheurleerweg (van zuid naar noord), die haar eind zou vinden bij de Rioolwaterzuiveringsinrichting Noord geopend in 1968. Ook dit bedrijf lag “in de weide”.

## Rijksweg 10
In de daaropvolgende jaren kwam er een grote wijziging in deze buurt. De terreinen werden in de jaren zeventig klaar gemaakt voor de komst van Rijksweg 10, de ringweg Amsterdam voor traject Ringweg-Noord. Die kwam tussen de begraafplaats en de rioolreiniging te liggen. Jarenlang lag er alleen een dijklichaam, die tot in 1990 verder werd ingericht voor de snelweg. In die rijksweg werd over de G.J. Scheurleerweg een eenvoudig viaduct gelegd. Men verwachtte of wilde hier geen grote verkeersstromen, een daadwerkelijke ongelijkvloerse kruising bleef uit. Aan de zuidkant van het viaduct staat een verkeersbord met de mededeling dat er een doodlopende weg volgt behalve voor voetgangers en fietsers. 
Nadat de ringweg was opgeleverd werden de tussenliggende terreinen tussen IJdoornlaan en Rijksweg opgevuld met woonwijken; alleen de Noorderbegraafplaats bleef. Er kwamen wijken behorende tot Elzenhagen. Zo maakte het verwilderde Jeugdland plaats voor de gelijknamige wijk, later aangeduid als Diopter. 
De brug kreeg een afwijkend ontwerp, dat kwam van Rijkswaterstaat. De brug wordt gekenmerkt door keermuren van damwandprofiel, zijwanden van beton en een afgeronde diepe overspanning. De brug kreeg in 2017 haar naam.